# There's No Time for Love, Charlie Brown
There's No Time for Love, Charlie Brown (en español No hay tiempo para el amor, Charlie Brown o Este no es tiempo para el amor, Charlie Brown) es el noveno especial animado en horario prime-time basado en el popular cómic diario Peanuts, de Charles M. Schulz. Fue estrenado el 11 de marzo de 1973 por la CBS.

## Sinopsis
Aún quedan tres meses antes de que finalice el ciclo escolar, y todos en la pandilla de los Peanuts están bajo la presión de demasiadas pruebas y tareas. Ellos tienen que prepararse para escribir un informe sobre la visita a un museo de arte. 
Las calificaciones de Charlie Brown están descendiendo de A hasta C, y él tiene que sacarse una nota alta en su composición acerca del museo para salvar sus calificaciones de todo el curso. Simultáneamente, tiene que lidiar con los sentimientos Peppermint Patty y la recién llegada Marcie sienten hacia él, y con los constantes enredos en los que se envuelven. 
Desgraciadamente, en el camino hacia el lugar, Charlie, su hermana Sally, Peppermint Patty, Marcie y Snoopy pierden al resto del grupo y no advierten que llegan a un supermercado, el cual confunden con el museo. Cuando Linus muestra a Lucy y Charlie Brown las fotografías que tomó en el museo, este último se da cuenta del error y pierde las esperanzas de salvarse de reprobar. Mientras espera la corrección de su informe, espera lo peor. Sin embargo, su maestra entiende la descripción del supermercado que Charlie realmente visitó como una analogía entre dicho lugar y un museo de arte, y le da la calificación que necesita. 
En la escena final, Peppermint Patty se disculpa con Charlie Brown por decir cosas malas sobre él, sin embargo, se enoja con Charlie cuando este le habla sobre su amor hacia la Pequeña Pelirroja. Marcie, que estaba viendo y había llamado a su amiga jefa (Sir) a lo largo del especial, le recuerda a Peppermint Patty que volvió a equivocarse en su forma de dirigirse hacia Charlie. Ella le dice si se da cuenta de lo molesto que es ser llamado jefa cuando ella le repite que no lo haga, a lo que Marcie contesta: No, ma'am (No, señora).

## Detalles
- Este especial marca el debut en animación de Marcie, la amiga de Peppermint Patty, que había aparecido por primera vez en la tira cómica en 1971 (aunque una niña que recuerda a ella llamada Clara apareció en 1968).
- Se hacen algunos comentarios satíricos en referencia al arte pop, en particular, a la obra de Andy Warhol Campbell's Soup Cans.

## Reparto
| Personaje          | Actor de Voz Original | Actor de redoblaje (Latinoamérica) |
| ------------------ | --------------------- | ---------------------------------- |
| Charlie Brown      | Chad Webber           | José Manuel Vieira                 |
| Linus              | Stephen Shea          | Maythe Guedes                      |
| Lucy               | Robin Kohn            | Lilo Schmid                        |
| Peppermint Patty   | Christopher DeFaria   | María Teresa Hernández             |
| Marcie             | James Ahrens          | Mercedes Prato                     |
| Sally              | Hilary Momberger      | Rossana Cicconi                    |
| Franklin           | Todd Barbee           | ¿?                                 |
| Snoopy & Woodstock | Bill Melendez         | Bill Melendez                      |

- El redoblaje venezolano de este especial se realizó originalmente para el programa Estás en Nickelodeon, Charlie Brown, a mediados de los 90.

## Distribución

### Edición en VHS
El especial fue lanzado en VHS varias veces a lo largo de los 80's y los 90's. En una oportunidad, fue editado por Kartes Video Communications. En el año 1996, fue editado conjuntamente con Someday You'll Find Her, Charlie Brown bajo la colección Snoopy Double Feature, del sello Paramount Home Video. 

### Edición en DVD
La película tuvo 2 ediciones en DVD: la primera, bajo el sello de Paramount Home Video, como un especial de bonus en el DVD de A Charlie Brown Valentine, conjuntamente con Someday You'll Find Her, Charlie Brown, el 6 de enero de 2004. En la segunda oportunidad, fue lanzado por Warner Home Video dentro de la colección Peanuts 1970's Collection - Volume 1. 